# Carybdea xaymacana
Carybdea xaymacana is een tropische dooskwal uit de familie Carybdeidae. De kwal komt uit het geslacht Carybdea. Carybdea xaymacana werd in 1897 voor het eerst wetenschappelijk beschreven door Conant. 